# Selim I
Selim I (Amasya, 10 de octubre de 1470 – Tekirdağ, 22 de septiembre de 1520), también conocido como «el Severo», «el Cruel» o «el Valiente» (Yavuz, en turco), fue sultán del Imperio Otomano desde 1512 hasta 1520. A pesar de durar sólo ocho años, su reinado es notable por la enorme expansión del Imperio, particularmente su conquista entre 1516 y 1517 de todo el Sultanato mameluco de Egipto, que incluía todo el Levante, Hejaz, Tihama y Egipto mismo. En la víspera de su muerte en 1520, el Imperio Otomano abarcaba alrededor de 3,4 millones de km², habiendo crecido un setenta por ciento durante el reinado de Selim.
La conquista de Selim del corazón del Oriente Próximo, y en particular su asunción del papel de guardián de las rutas de peregrinación a La Meca y Medina, establecieron al Imperio Otomano como el estado musulmán preeminente. Sus conquistas cambiaron dramáticamente el centro de gravedad geográfico y cultural del imperio lejos de los Balcanes y hacia el Oriente Próximo. En el siglo XVIII, la conquista del sultanato mameluco por parte de Selim se había idealizado como el momento en que los otomanos tomaron el liderazgo sobre el resto del mundo musulmán y, en consecuencia, se recuerda popularmente a Selim como el primer califa otomano legítimo, aunque las historias de una transferencia oficial de la oficina califal de la Dinastía mameluca abasí a los otomanos fueron una invención posterior.

## Vida

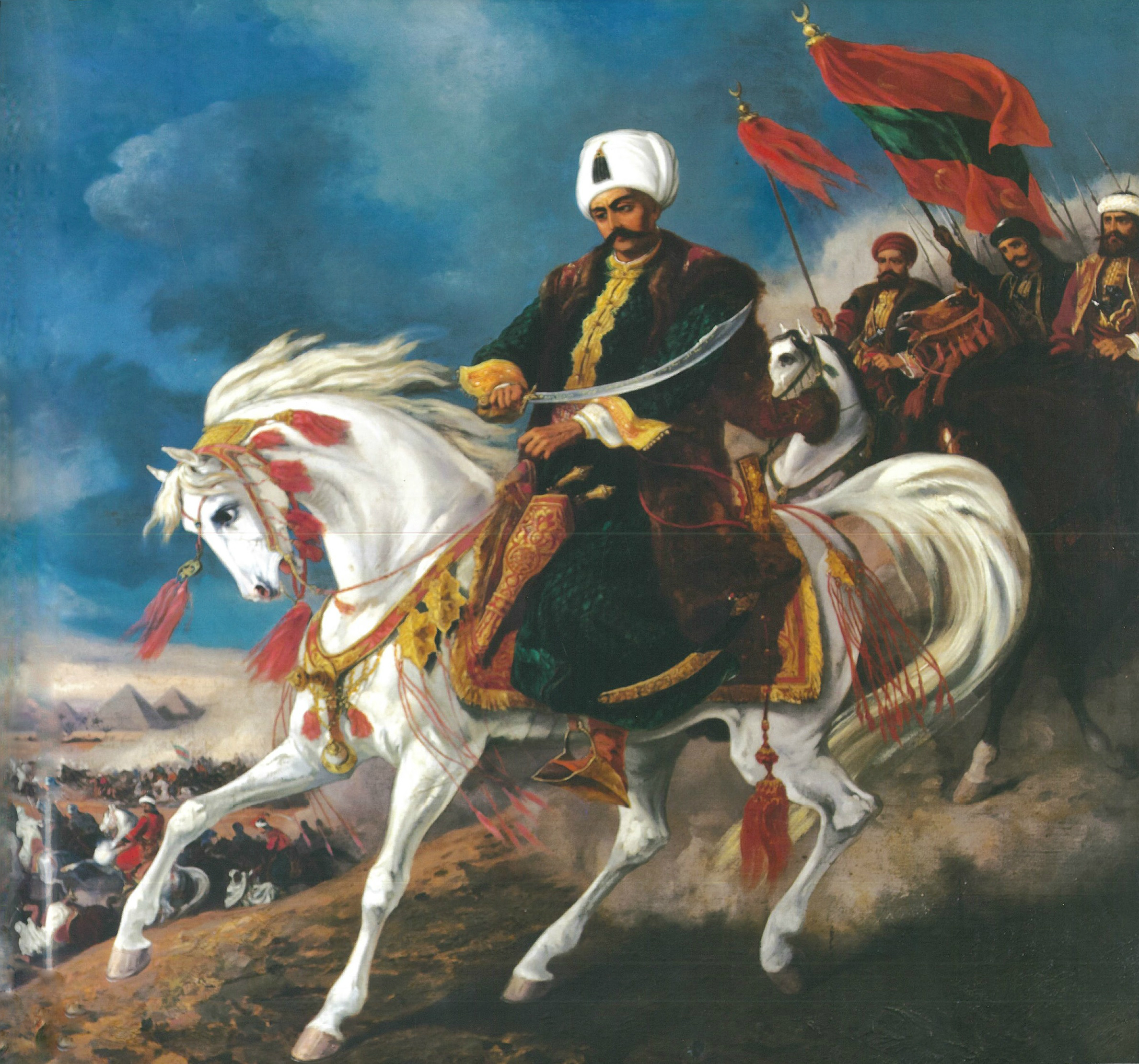
Yavuz sultan Selim en Egipto.

### Primeros años
Nacido en Amasya el 10 de octubre de 1470, Selim era hijo de Şehzade Bayezid (más tarde Bayezid II). Su madre fue Ayşe Gülbahar Hatun, una concubina griega, antiguamente confundida con Ayşe Hatun, otra consorte de Bayezid e hija de Alaüddevle Bozkurt Bey, undécimo gobernante de los Dulkadiríes. 
Destronó a su padre Beyazid II en 1512. La muerte de Bayezid se produjo muy poco después, camino de su retiro en Demotika.
Afianzó su ascensión al trono otomano al matar a sus hermanos y sobrinos. Era esta una costumbre que había sido practicada en la dinastía otomana, entre otros, por su abuelo Fatih («El Conquistador») Mehmed II. Hubo una guerra civil entre su padre Bayezid y su tío Cem, así como entre el mismo Selim y su hermano Ahmed. Selim tuvo la determinación de no tener los mismos problemas con sus otros hermanos, y los ejecutó a todos.

## Reinado
Atacó y destruyó el Sultanato Mameluco de Egipto en las batallas de Marj Dabiq y Al-Raydaniyya, que permitieron la anexión de Siria, Palestina y Egipto. Igualmente extendió el poder otomano a las ciudades santas de La Meca y Medina. Cuando Egipto y sus provincias árabes fueron conquistadas a los mamelucos, se proclamó a sí mismo como el Jadim ul Haremeyn, «El Criado de los Dos Sagrados Lugares Santos», en vez de Hakim ul Haremeyn, «El Gobernador de los Dos Sagrados Lugares Santos». Los Sagrados Lugares Santos hacen referencia a la Gran Mezquita en La Meca y la Mezquita del Profeta Mahoma en Medina. Estos son los sitios más sagrados en el Islam. 
Al igual que su abuelo Fatih Mehmet, también reclamó para sí el título de Califa (en árabe significa el «sucesor» de Mahoma), «El guardián del Islam», un título que considera a su portador como el principal gobernante civil y religioso de todo el islam, tanto chiita como Suní. Selim decidió declarar la guerra al Imperio Safávida de Persia, cuyo gobernante, el Sah Ismail I, había reclamado para sí dicho título de califa. La campaña militar que siguió fue un triunfo total para Selim, cuya solidez y bravura superaron la pusilanimidad e insubordinación en su contra de los jenízaros, las tropas de la Sublime Puerta, sus más experimentados combatientes que en ese momento no estuvieron a la altura de las circunstancias.
Después de que Selim se convirtiera en el amo y señor de las ciudades santas del Islam y conquistara Egipto junto con Al-Mutawakkil III, el último califa de la dinastía Abasí que residía allí, Selim le incitó a que cediera formalmente el título del califa, así como sus emblemas más reconocidos, la espada y la capa del profeta Mahoma. Tras la vuelta de Selim de su campaña egipcia, este se hallaba preparando una expedición contra Rodas cuando cayó enfermo y murió en el noveno año de su reinado. Tenía aproximadamente 55 años de edad. Falleció a consecuencia del carbunco o ántrax, una infección en la piel, que desarrolló durante los ocho años a caballo que transcurrió su reinado envuelto en campañas militares.
Antes de morir eligió como sucesor a su hijo Solimán y mató cruelmente a casi todos los demás hijos para que Solimán no tuviera problemas internos en su sultanato. El único que escapó a la ejecución decretada por su padre fue Üveys Pasha, el cual vivió en el exilio durante el reinado de su hermano Solimán. Fue también un poeta y escribió con el apodo mahla Selimi. En uno de sus poemas, escribió: El mundo entero no sería una soberanía lo suficientemente vasta para un solo monarca.

## Personalidad
.

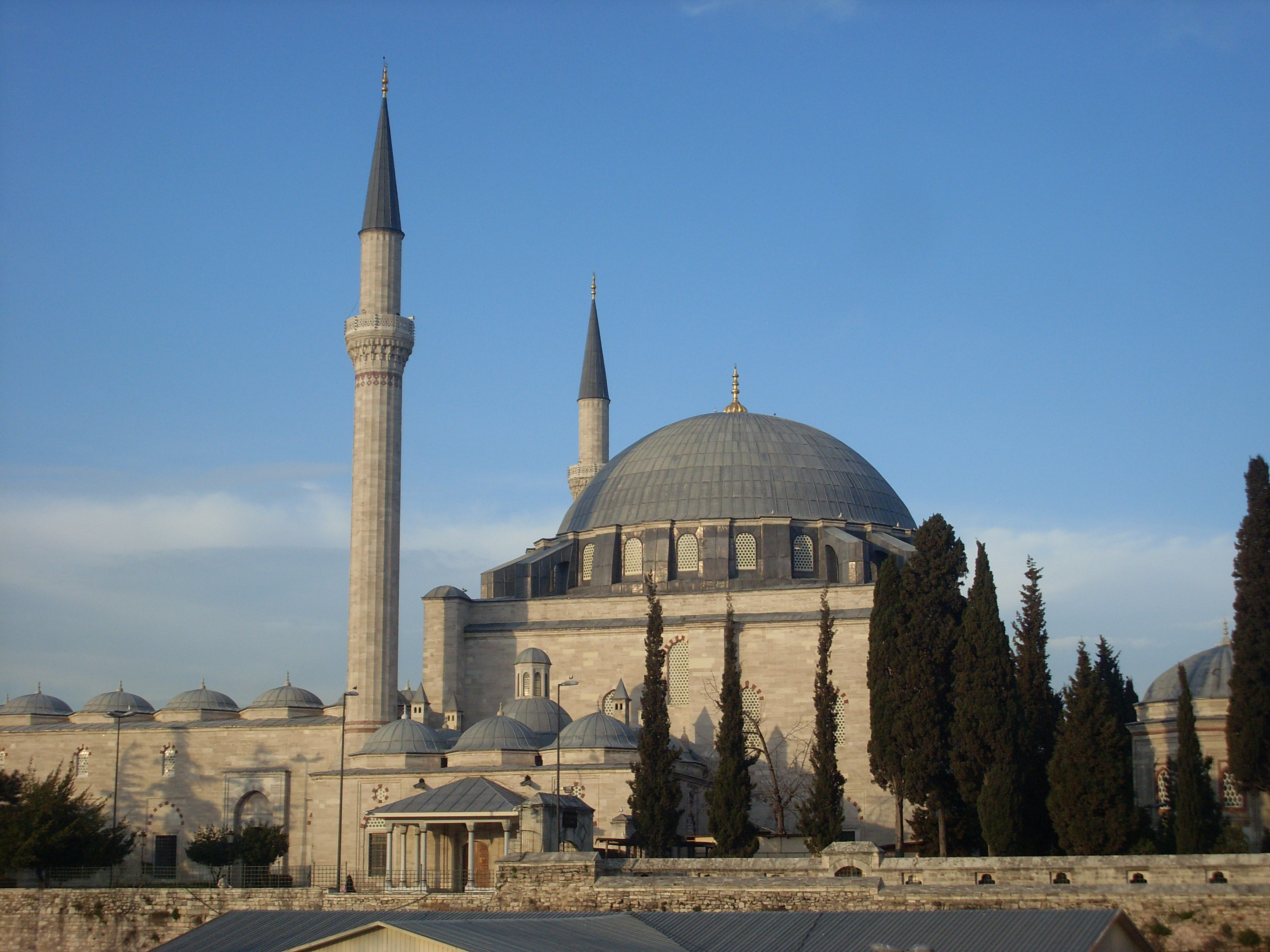
Mezquita de Yavuz Selim fue encargada por el sultán otomano Suleimán I en memoria de su padre Selim I, fallecido en 1520. El arquitecto fue Alaüddin (Acem Alisi).

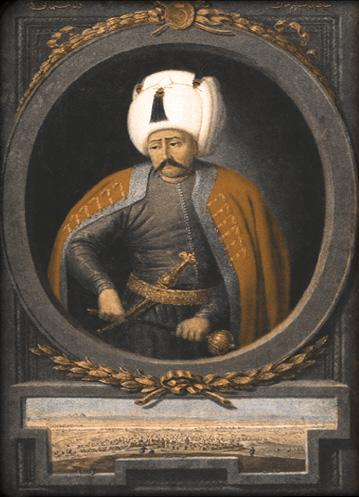
Sultan I. Selim

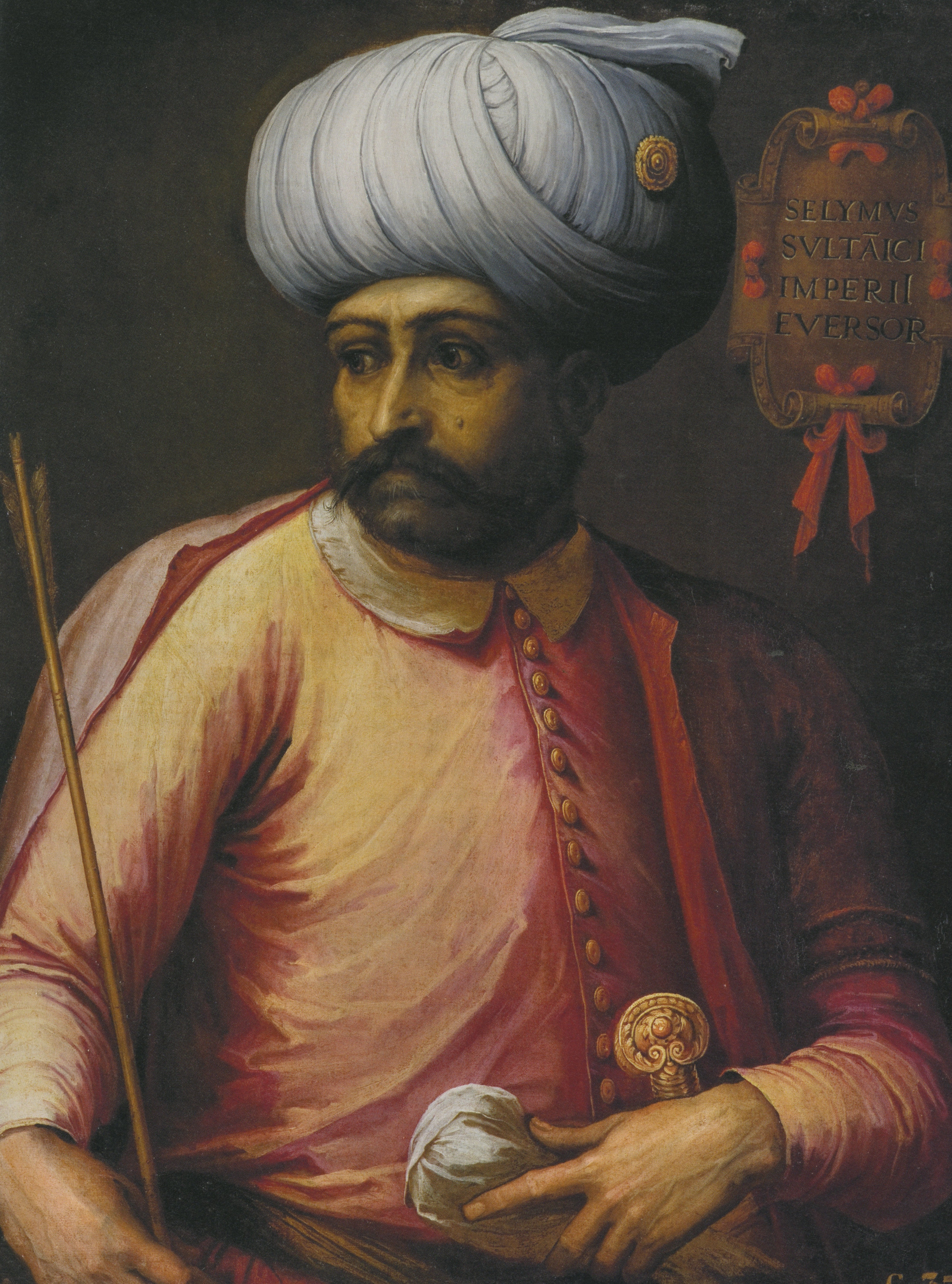
Selim I por un pintor europeo desconocido

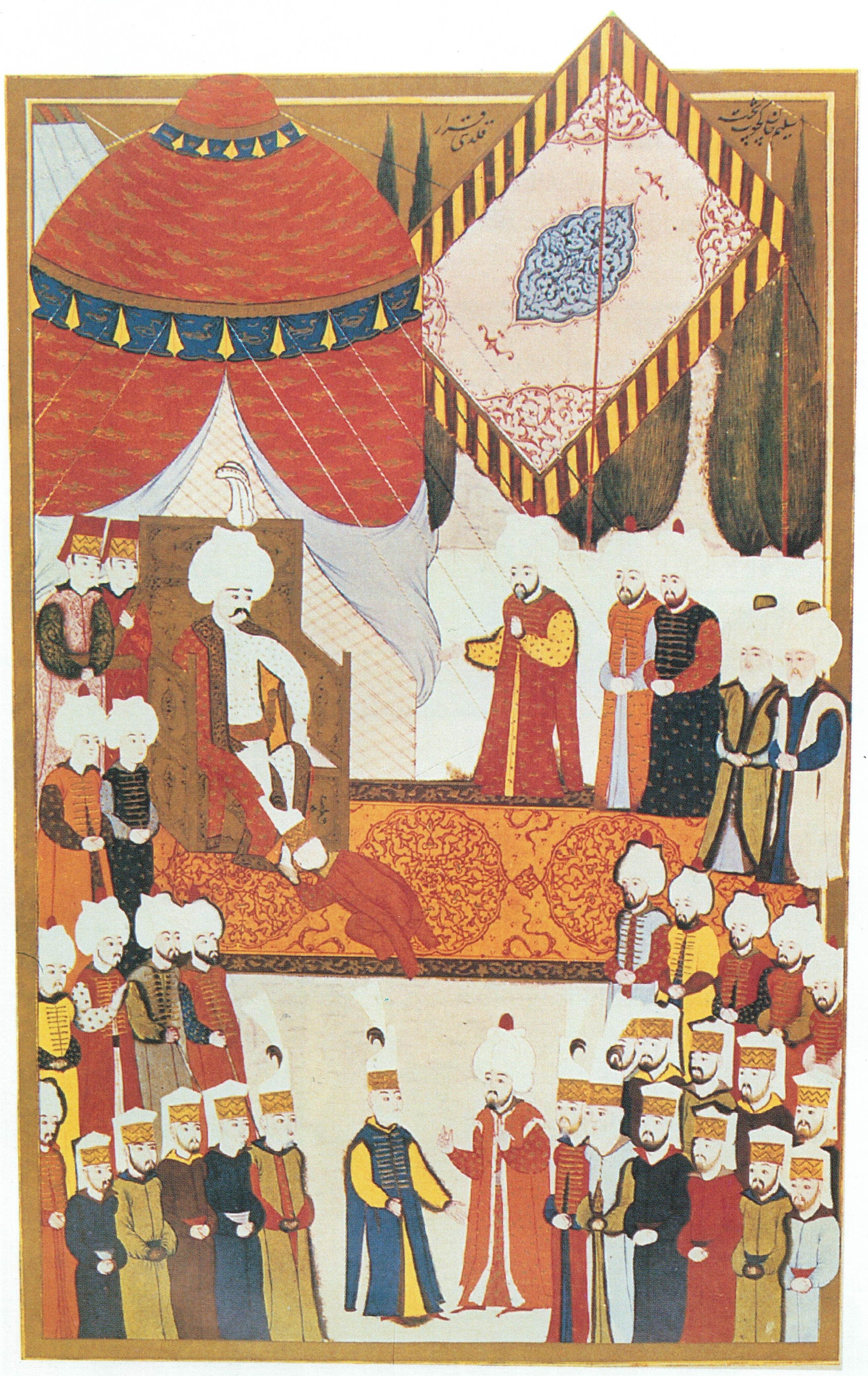
miniatura de Selim I del siglo XVI

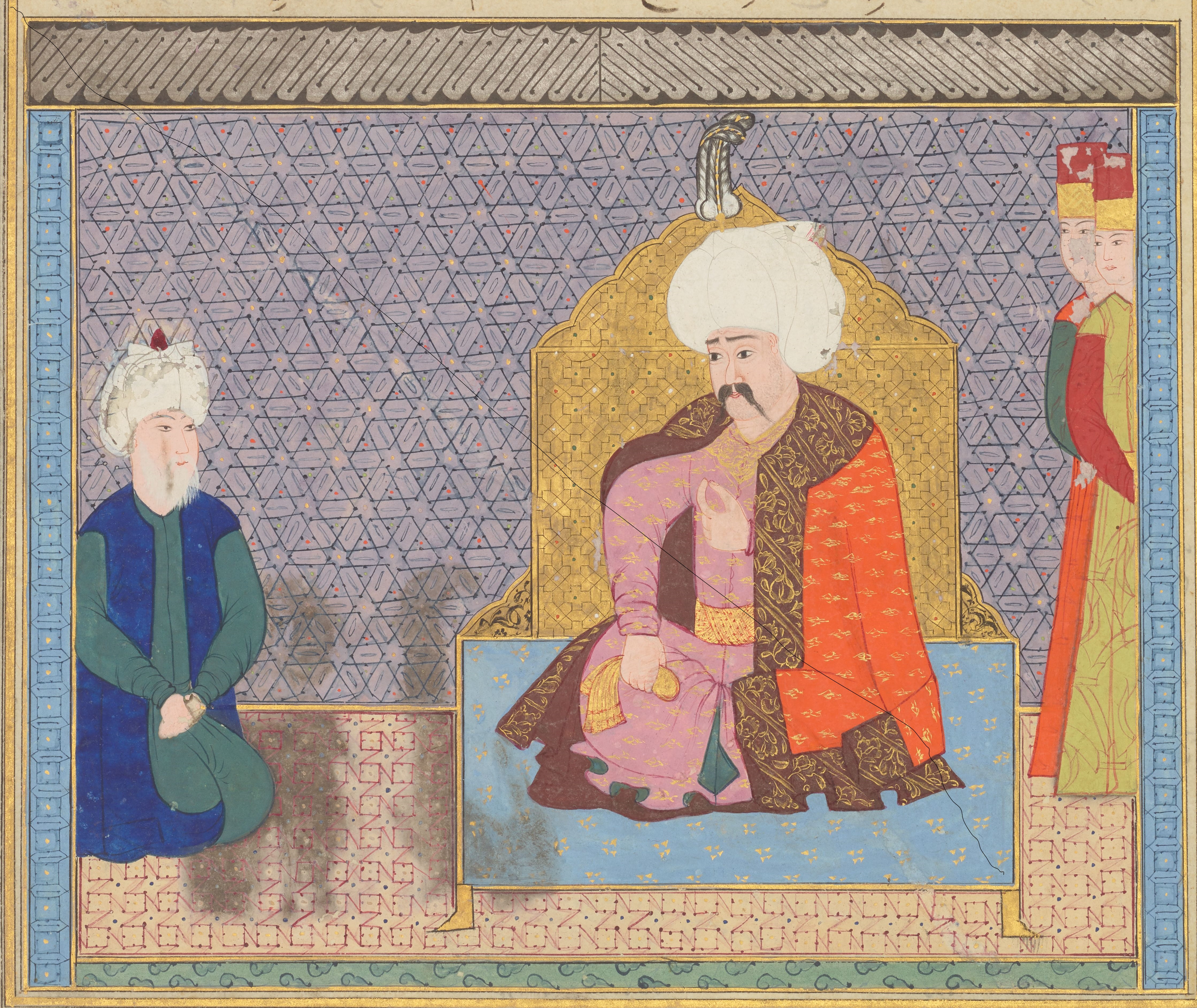
Selim I y Piri Mehmed Pasha

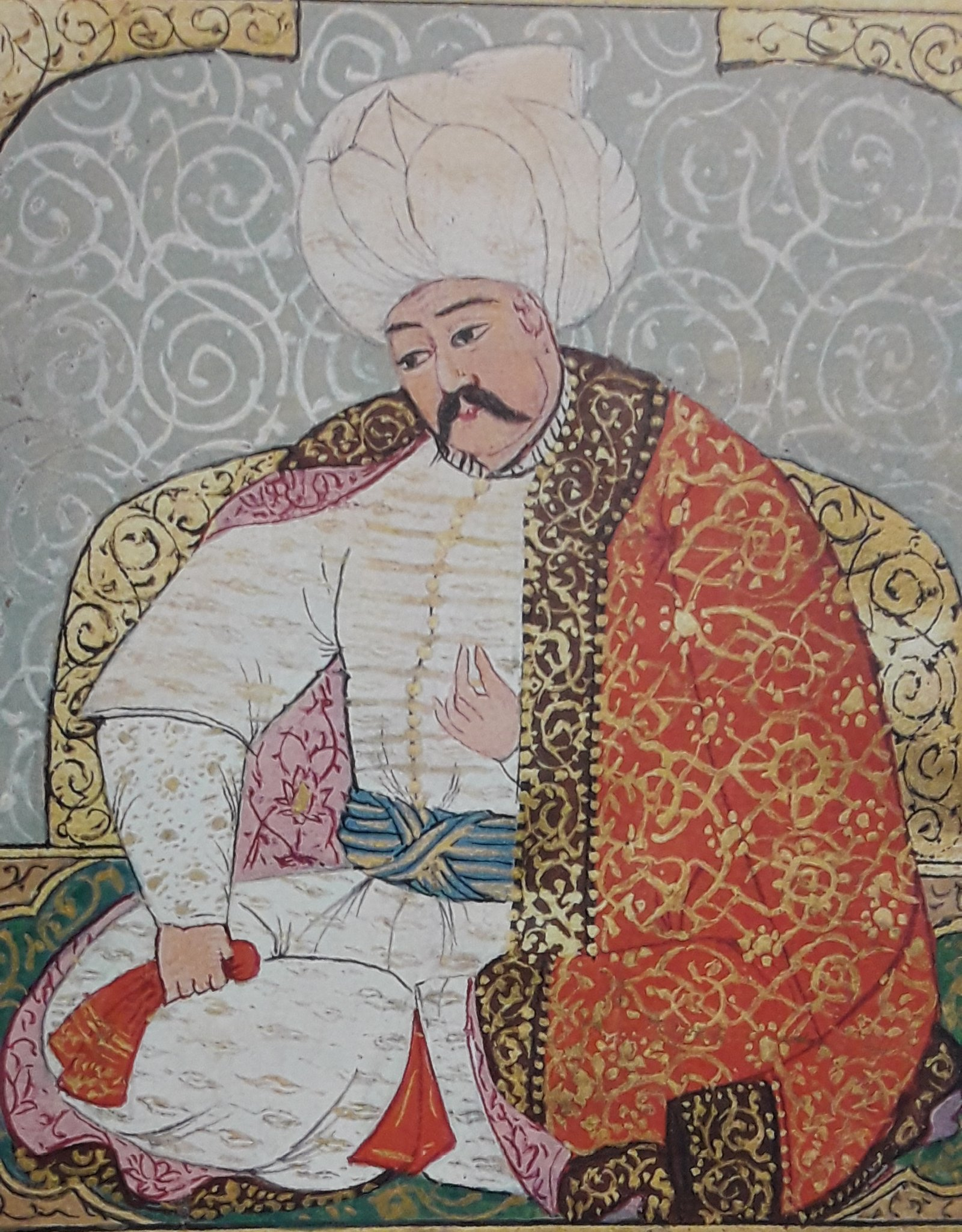
Selim I por Aşık Çelebi

Según la mayoría de los relatos, Selim tenía un temperamento fogoso y grandes esperanzas puestas en sus subordinados. Varios de sus visires fueron ejecutados por diversos motivos. Una famosa anécdota cuenta que otro visir pidió juguetonamente al sultán que le avisara de su muerte para tener tiempo de poner en orden sus asuntos. El sultán se echó a reír y respondió que, en efecto, había estado pensando en matarlo, pero que no tenía a nadie apto para ocupar su lugar; de lo contrario, le habría complacido. Una maldición popular otomana era «Que seas visir de Selim».
Selim fue uno de los gobernantes más exitosos y respetados del Imperio, enérgico y trabajador. Durante sus cortos ocho años de gobierno, logró éxitos trascendentales. A pesar de la duración de su reinado, muchos historiadores coinciden en que Selim preparó el Imperio Otomano para alcanzar su apogeo bajo el reinado de su hijo y sucesor, Solimán el Magnífico.
Selim fue también un distinguido poeta que escribió versos tanto en turco como en persa bajo el apodo de Mahlas Selimi; hoy en día existen colecciones de su poesía persa.

## Familia

### Consortes
Tuvo varias concubinas, pero solo se le conoce dos consortes:
- Ayşe Hafsa Sultan (1472 — 19 de marzo de 1534), una teoría asegura que era una hija o familiar lejana de Meñli I Giray, el Kan de Crimea. Aunque esto es poco probable (por la ley impuesta de Mehmed II), y suena más posible a que haya sido una esclava que llegó al harén como un regalo del Kan. Hafsa es conocida por ser la primera en portar el título Valide Sultan. Fue madre de Hatice Sultan, Fatma Sultan, Beyhan Sultan y el futuro Solimán I;
- Ayşe Hatun[11] (1476 — 1539), fue una gonji (princesa) de la Dinastía Giray. Ella fue una de las hijas de Meñli I Giray y a menudo Ayşe Hafsa es confundida con esta mujer (gracias a esto se creó el rumor de que Hafsa era una gonji). Se sabe qué entró al harén de Selim, pero la mayoría concuerda en que fue secuestrada y nunca se casaron. Fue madre de Şah Sultan.

### Descendencia
Hijos
- Solimán I (6 de noviembre de 1494 — 6 de septiembre de 1566), hijo de Ayşe Hafsa Sultan y sucesor de su padre con el nombre de Süleyman I "El Magnífico", reinó entre 1520 y 1566;
- Şehzade Salih (¿? — 1499), hijo de una concubina de nombre desconocido, murió joven;
- Şehzade Musa (¿? — ¿?), hijo de una concubina de nombre desconocido, fue ejecutado por orden de su padre;
- Şehzade Orhan (¿? — ¿?), hijo de una concubina de nombre desconocido, fue ejecutado por orden de su padre;
- Şehzade Korkut (¿? — ¿?), hijo de una concubina de nombre desconocido, fue ejecutado por orden de su padre;
- Şehzade Üveys (1512 — 1548), hijo de una concubina de nombre desconocido, conocido como Üveys Paşa. La madre de Üveys era una concubina, pero debido a sus modales indisciplinados fue expulsada del harén. En la tradición otomana, estas niñas se emparejaban con un Bey o un hombre acomodado. Sin embargo, en su caso ya estaba embarazada y el hijo de Selim nació de un padrastro. Murió en Yemen, asesinado en una revuelta.

Hijas
- Hatice Sultan (1490 — 1543), hija de Ayşe Hafsa Sultan, casada en 1509 con el Kapudan de la flota otomana, Damat İskender Paşa, tuvo descendencia;
- Fatma Sultan (1492 — 1573), hija de Ayşe Hafsa Sultan, casada por primera vez con Damat Mustafa Ağa en 1516, por segunda vez en 1522 con Damat Kara Ahmed Paşa, quien luego se convirtió en Gran visir, y por tercera y última vez en 1562 con Damat Hadım Ibrahim Paşa. Se desconoce si tuvo descendencia;
- Beyhan Sultan (1493 — 1557), hija de Ayşe Hafsa Sultan, casada en 1513 con Damat Ferhad Paşa. Tuvo descendencia;
- Gevherhan Sultan (1494 — ¿?), hija de una concubina de nombre desconocido, se casó por primera vez en 1509 con Damat İsfendiyaroğlu Sultanzade Mehmed Bey, y casada por segunda vez en 1526 con Güzelce Mahmud Paşa. Tuvo descendencia;
- Hafize Sultan (1495 — 10 de julio de 1538),[11] hija de una concubina de nombre desconocido, casada por primera vez en 1511 con el Gran Visir, Damat Dukaginzade Ahmed Paşa, y casada en 1522 por segunda vez con Damat Boşnak Mustafa Paşa. Tuvo descendencia;[12]
- Kamerşah Sultan (1498 — 27 de septiembre de 1503), hija de una concubina de nombre desconocido, falleció a causa de viruela;
- Şah Sultan (1500 — 1572), hija de Ayşe Hatun, se casó en 1523 con Damat Lütfi Paşa, quién más tarde se convirtió en Gran Visir. Tuvo descendencia;
- Şehzade Sultan (¿? — 1529), hija de una concubina de nombre desconocido. En 1514 se casó con Çoban Mustafa Paşa. Normalmente era aceptado que Çoban se casó con Hafize Sultan, pero esto ha sido negado gracias a archivos históricos. Aun así, se cree que luego de la muerte de Şehzade Sultan su esposo contrajo matrimonio con su media hermana Hatice Sultan, aunque esto se desconoce hasta el día de hoy. Tuvo descendencia; [12]
- Yenişah Sultan (¿? — después de 1530), hija con concubina de nombre desconocido, sólo se sabe que en 1530 se casó con Koca Sinan Paşa, quien muchos años más tarde fue Gran Visir. Esto indicaría que Yenişah sería la hermana menor de Solimán, datando su fecha de nacimiento entre 1503 y 1512, debido a su tardía de contraer matrimonio y también porque su primera aparición en archivos otomanos es en 1510. Tuvo descendencia.[12]

El número total de hijas fue de 9, aunque otros indican que tuvo al menos 12 hijas, de ser así, se desconoce el nombre del resto de mujeres y de ser así, es muy probable que hayan fallecido a temprana edad.